# Кривенко, Николай Васильевич
Николай Васильевич Кривенко (21 октября 1920 — 2000) — советский журналист. Как журналист работал с 1940 года, как цирковой рецензент и критик — с 1948 года.

## Биография
Родился 21 октября 1920 года.
В 1943 году был ответственным редактором газеты «В бой за Родину».
С 1945 по 1953 год занимал должность специального корреспондента в газете «Молодой колхозник», а затем был старшим редактором в разделе литературы и искусства в Совинформбюро.
С 1964 года работал в газете «Известия». В 1968 году окончил факультет журналистики МГУ.
В 1969 году был удостоен звания «Заслуженный работник культуры РСФСР».
Одно из его увлечений — цирк и история циркового искусства; с 1965 по 1973 годы он был главным редактором журнала «Советская эстрада и цирк», затем был членом редколлегии этого журнала. Выйдя на пенсию, работал в журнале «Журналист», состоял в совете старейшин «Мосэстрады» и в художественном совете Московского цирка. В 1990—1994 годах — редактор в журнале «Центр».
Умер в 2000 году.